# 1919 год в кино

## Фильмы

### Избранные фильмы по странам

#### Венгрия
- «Аве, Цезарь!» / Ave Caesar! (реж. Александр Корда)
- «Белая роза »/ Feher rosza (реж. Александр Корда)
- «Витязь Янош» / Janos vitez (реж. Е. Иллеш)
- «Деньги» / A penz (реж. Ш. Паллош)
- «Золотой человек» / Az aranyember (реж. Александр Корда)
- «Идёт мой брат» / Jon oz oczem (реж. Майкл Кёртиц)
- «Мальчишки с улицы Пал» / A Pal utcai fluk (реж. Б. Балог)
- «Марион Делорм» / Marion De Lorm (реж. К. Хинтер)
- «Нана» / Nana (реж. Б. Балог)
- «Нянька» / A dada (реж. О. Дамо)
- «Оливер Твист» / Oliver Twist (реж. М. Гараш)
- «Фрёкен Юлия» / Julia kisasszony (реж. К. Лайтаи)
- «Ямата» / Yamata (реж. Александр Корда)

#### Германия
- «Кабинет доктор Калигари» / Das Cabinett des Dr. Caligari (реж. Роберт Вине)
- «Кукла» / Die Puppe (реж. Эрнст Любич)
- «Мадам Дюбарри» / Madam DuBarry (реж. Эрнст Любич)
- «Майер из Берлина» / Meyer aus Berlin (реж. Эрнст Любич)
- «Принцесса устриц» / Die austerprinzessin (реж. Эрнст Любич)
- «Танцовщица Барберина» / Die tanzerin Barberina (реж. Карл Безе)

#### Дания
- «Наш общий друг» / Vor faelles ven (реж. А. Сандберг)
- «Президент» / Præsidenten (реж. Карл Теодор Дрейер)

#### Индия
- «Сайрандхри» (реж. Б. Пейнтер)

#### Куба
- «Сафра»/Zafra (реж. Э. Диас Кесада)

#### Мексика
- «Серый автомобиль»/El automovil gris (реж. Э. Росас)

#### США
- «Растерзанная Армения» / Ravished Armenia (реж. Оскар Апфель)
- «Слепые мужья» / Blind husbands (реж. Эрих фон Штрогейм)

#### Турция
- «Гувернантка / Murebbiye (реж. А. Фехим)

#### Уругвай
- «Кулаки и гордость» (реж. Э. Фигари)

#### Филиппины
- «Деревенская девушка» / Daladang bukid

#### Финляндия
- «Под игом большевизма» / Daladang bukid

#### Франция
- «Испанский праздник» / Bolshevismin ikeen alla (реж. Георгий Кроль)

#### Чехословакия
- «Аккорд смерти» / Akord smrti
- «Ожерелье Титимека» / Titimekuv nahrdelnic (реж. Вацлав Биновец[чеш.])
- «Песнь любви» / Pisen lasky
- «Строитель храма»  /Stavitel chramu (реж. Карел Дегл)
- «Таинственная история»
- «Череп Йорика» / Yorickova lebka

#### Чили
- «Воспоминания о руднике Эль-Теньенте»

#### Швеция
- «Деньги господина Арне»
- «Карин, дочь Ингмара» / Karin Ingmarsdotter (реж. Виктор Шёстрём)

#### Югославия
- «Матия Губец»

### Отечественные фильмы

#### РСФСР
- «Азиатская гостья» (реж. М. Е. Вернер)
- «Краснармеец, кто твой враг?»
- «Мир - хижинам, война - дворцам!»
- «Надо уметь использовать своё богатств» (реж. Юрий Желябужский)
- «Поликушка»

#### УССР
- «Революционный держите шаг»
- «Это будет последний и решительный бой»

## Персоналии

### Родились
- 10 апреля — Зоя Морякова, советский художник кино.
- 3 июня — Феликс Мариашши, венгерский кинорежиссёр, сценарист, монтажёр и педагог.
- 18 июня — Юри Ярвет, советский актёр театра и кино.
- 3 июля — Хампе Фаустман, шведский кинорежиссёр, сценарист и актёр.
- 24 июля — Тодор Динов, болгарский кинорежиссёр, сценарист, художник и педагог.
- 14 сентября — Ласло Раноди, венгерский кинорежиссёр и сценарист.
- 23 сентября — Владимир Погачич, сербский и хорватский режиссёр, сценарист и актёр.
- 5 октября — Дональд Плезенс, английский актёр.
- 12 ноября — Франце Штиглиц, словенский режиссёр, сценарист и монтажёр.

### Скончались
- 16 февраля — Вера Холодная, российская киноактриса немого кино.
- 27 июня — Карл Эмиль Стольберг, отец финского кино.